# Diacetile
Il diacetile (nome sistematico IUPAC: butandione o 2,3-butandione) è un dichetone vicinale (due gruppi C=O adiacenti) di formula molecolare C4H6O2. 
A temperatura ambiente si presenta come un liquido incolore, se puro, o giallo-verde a causa di impurezze.
Il diacetile è un sottoprodotto naturale di fermentazione, specialmente della birra. Il diacetile è presente naturalmente nelle bevande alcoliche e viene aggiunto ad alcuni alimenti per conferire un gusto burroso.

## Nei prodotti alimentari
Il diacetile e l'acetilmetilcarbinolo sono due composti che conferiscono al burro il suo gusto caratteristico. A causa di ciò, i produttori di margarina vi aggiungono diacetile e acetilmetilcarbinolo (insieme a beta-carotene per conferire un colore giallo) per rendere il prodotto finale saporito e "aromatico", perché sarebbe altrimenti relativamente insapore ed incolore.
Aumentare i livelli di acetile conferisce al burro un aroma di caramello.

## Nelle bevande alcoliche
A bassi livelli, il diacetile presente (aggiunto o naturale che sia) nell'alcolico dona un senso di burrosità al palato quando bevuto.
Al naso l'odore di alcolici contenti è estremamente riconoscibile e caratteristico.
In alcuni tipi di birra (ad esempio nelle birre Old Ales inglesi), la presenza di diacetile può essere accettabile in moderate quantità, mentre in altri stili birrai (ad esempio nelle lager) la sua presenza è considerata una caratteristica indesiderata.
Il diacetile viene prodotto durante la fermentazione come sottoprodotto della sintesi della valina, quando il lievito produce acetolattato, sfugge dalla cellula ed è spontaneamente decarbossilato in diacetile. Il lievito assorbe quindi il diacetile, e riduce i gruppi chetonici per formare acetilmetilcarbinolo e 2,3-butandiolo, composti relativamente insipidi.
La birra subisce talvolta un "riposo diacetile" come fase terminale della fermentazione, in cui la sua temperatura è leggermente aumentata per due o tre giorni, per consentire al lievito di assorbire il diacetile prodotto all'inizio del ciclo di fermentazione. 
I produttori di vino, come ad esempio quello prodotto da uve chardonnay, deliberatamente promuovono la produzione di diacetile per via della sensazione e del sapore che conferisce. È presente in molti Chardonnay della California, noto come "bomba di burro", anche se vi è una tendenza crescente a tornare indietro ai tipi più tradizionali francesi.
Negli Chardonnay di produzione italiana la concentrazione è caratteristica delle usanze regionali, in Piemonte ad esempio è spesso decisamente marcato, molto meno in Trentino Alto-Adige/Südtirol. 
Un naso ben affinato lo riconosce con facilità anche nei vini spumanti da chardonnay come i vini di Champagne o di Franciacorta dove l'uva chardonnay è usata, in parte o in toto, per la produzione della cuvée.
Concentrazioni da 0,005 mg/L a 1,7 mg/L sono stati misurati in vini Chardonnay, ma la quantità rilevabile dal gusto è di almeno 0,2 mg/L.

## Repellente della zanzara
L'esanolo e il diacetile agiscono come potenti inibitori dei neuroni sensibili alla CO2 presenti nelle antenne delle zanzare del genere Culex, vettore di trasmissione di malattie potenzialmente letali. Questa scoperta è importante in quanto la CO2 normalmente emessa dagli esseri umani durante la respirazione è uno dei principali attrattivi per questi insetti.

## Sicurezza
L'inalazione prolungata di vapori di diacetile provoca bronchiolite obliterante.

### Sicurezza dei lavoratori
A lavoratori in diverse fabbriche che producono aromi artificiali per il burro è stata diagnosticata la bronchiolite obliterante. I casi sono stati riscontrati principalmente nei giovani, sani e maschi non fumatori. Varie autorità hanno definito la malattia "polmone del lavoratore di popcorn".

### Regolamento dell'Unione Europea
La Commissione europea ha dichiarato che il diacetile è legale per l'uso come sostanza aromatizzante in tutti gli Stati dell'Unione europea.